# Зайчиківська сільська рада
За́йчиківська сільська́ ра́да — адміністративно-територіальна одиниця та орган місцевого самоврядування в Волочиському районі Хмельницької області. Адміністративний центр — село Зайчики.

## Загальні відомості
- Територія ради: 20,136 км²
- Населення ради: 483 особи (станом на 2001 рік)
- Територією ради протікає Збруч

## Населені пункти
Сільській раді були підпорядковані населені пункти:
- с. Зайчики
- с. Постолівка

## Склад ради
Рада складалася з 12 депутатів та голови.
- Голова ради: Олійник Валерій Федорович
- Секретар ради: Кух Галина Федорівна

### Керівний склад попередніх скликань
| Прізвище, ім'я, по батькові | Основні відомості                                                                       | Дата обрання | Дата звільнення |
| --------------------------- | --------------------------------------------------------------------------------------- | ------------ | --------------- |
| Олійник Валерій Федорович   | Сільський голова, 1968 року народження, освіта середня спеціальна, член Народної партії | 26.03.2006   | 31.10.2010      |
| Олійник Валерій Федорович   | Сільський голова, 1968 року народження, освіта середня спеціальна, безпартійний         | 31.10.2010   |                 |

Примітка: таблиця складена за даними сайту Верховної Ради України

### Депутати
За результатами місцевих виборів 2010 року депутатами ради стали:

#### За суб'єктами висування
| Суб'єкт висування | Кількість обраних депутатів | %   |
| ----------------- | --------------------------- | --- |
| Самовисування     | 12                          | 100 |

#### За округами
| № округу | Прізвище, ім'я, по батькові     | Дата визнання обраним | Освіта             | Партійна приналежність | Відомості про обраного депутата                      |
| -------- | ------------------------------- | --------------------- | ------------------ | ---------------------- | ---------------------------------------------------- |
| 1        | Римар Світлана Олександрівна    | 02.11.2010            | середня            | позапартійна           | Відділення зв'язку с. Зайчики, листоноша             |
| 2        | Чиж Ніна Михайлівна             | 02.11.2010            | середня спеціальна | позапартійна           | пенсіонер                                            |
| 3        | Семенюк Володимир Олександрович | 02.11.2010            | вища               | позапартійний          | ТОВ «Мрія Поділля» відділок с. Зайчики, агроном      |
| 4        | Франзовська Тетяна Леонідівна   | 02.11.2010            | середня спеціальна | позапартійна           | фельдшерський пункт, завідувачка                     |
| 5        | Тобух Марія Йосипівна           | 02.11.2010            | середня спеціальна | позапартійна           | Зайчиківська сільська рада, головний бухгалтер       |
| 6        | Кух Галина Федорівна            | 02.11.2010            | вища               | позапартійна           | Зайчиківська сільська рада, секретар                 |
| 7        | Бобель Юлія Олександрівна       | 02.11.2010            | вища               | позапартійна           | тимчасово не працює                                  |
| 8        | Макара Валентина Йосипівна      | 02.11.2010            | середня спеціальна | позапартійна           | ТОВ «Мрія Поділля», відділок с. Зайчики, бухгалтер   |
| 9        | Тімченко Марія Броніславівна    | 02.11.2010            | середня            | позапартійна           | фельдшерський пункт с. Постолівка, молодша медсестра |
| 10       | Бачмага Антоніна Броніславівна  | 02.11.2010            | середня            | позапартійна           | тимчасово не працює                                  |
| 11       | Гаман Іван Іванович             | 02.11.2010            | середня            | позапартійний          | тимчасово не працює                                  |
| 12       | Свистун Андрій Йосипович        | 02.11.2010            | середня            | позапартійний          | тимчасово не працює                                  |